# Azteca delpini
Azteca delpini este o specie de furnică din genul  Azteca. Descrisă de Emery în 1893, specia este endemică pentru America de Sud.

## Subspecii
- Azteca delpini antillana Forel, 1899
- Azteca delpini trinidadensis Forel, 1899